# Emojipedia
Emojipedia är ett digitalt lexikon för emojier. Lexikonet dokumenterar alla emojier som finns i standarden Unicode och deras betydelse. Emojipedia har kallats för världens främsta resurs om emojier.
Emojipedia startades av australiern Jeremy Burge år 2013. Burge har tidigare arbetat som webbkonsult på universitet med fokus på att förbättra användarvänlighet för lärosätenas program och se över skolornas närvaro på social media. Idén till Emojipedia fick han när Apple släppte operativsystemet iOS 6 till Iphone utan att meddela vilka nya emojier som den släpptes med. Webbplatsens popularitet ökade kraftigt 2014 i samband med en publicering av Unicode 7. År 2015 började Burge att arbeta heltid med Emojipedia och samma år blev han medlem av Unicode Emoji Subcommittee, den grupp som bestämmer vilka emojier som ska läggas till i standarden.
Emojipedia har årligen över hundratals miljoner besökare. Webbplatsen har även växt till en blogg som kretsar kring emojier, ett nyhetsbrev och en podcast vid namn "Emoji Wrap".